# آلفردو مورلس
آلفردو مورلس (اسپانیایی: Alfredo Morelos‎؛ زادهٔ ۲۱ ژوئن ۱۹۹۶) بازیکن فوتبال اهل کلمبیا است که در پست مهاجم برای باشگاه فوتبال رنجرز در پرمیرشیپ اسکاتلند بازی می‌کند.
از باشگاه‌هایی که وی در آن بازی کرده‌است می‌توان به باشگاه فوتبال هلسینکی اشاره کرد.
وی همچنین در تیم‌های ملی فوتبال زیر ۲۰ سال کلمبیا، و کلمبیا بازی کرده‌است.